# Aonio Paleario
Aonio Paleario dit aussi Aonius Palearius est un humaniste italien du XVIe siècle, né à Veroli (États romains), pendu à Rome en 1570. 
Il est professeur à Lucques, à Sienne et à Milan. Persécuté par Pie V parce qu’on le soupçonne d’être favorable à la réforme de Luther, il doit surtout sa perte à la hardiesse avec laquelle il manifeste sa pensée sur l’inquisition, qu’il appelait un poignard dirigé contre tous les écrivains.
Jeté dans les prisons pontificales, il est condamné à mort, puis son cadavre est livré aux flammes (1570). 

## Œuvres
Outre des harangues latines écrites avec une grande élégance, des ouvrages théologiques et des poésies, on a de Palearius un poème sur l’Immortalité de l’âme (Lyon, 1531), d’une grande beauté et qui est un des monuments les plus remarquables de la poésie latine du XVIe siècle. Ce poème a été réimprimé avec quatre livres de lettres et quatorze discours (Lyon, 1552). Citons aussi : Actio in pontifices romanos et eorum asseclas (Leipzig, 1606, in-8°), ouvrage qui ne fut pas étranger à sa condamnation. Une édition complète de ses œuvres a paru à Iéna (1728, in-8°).

## Source
- « Aonio Paleario », dans Pierre Larousse, Grand dictionnaire universel du XIXe siècle, Paris, Administration du grand dictionnaire universel, 15 vol., 1863-1890 [détail des éditions].